# Campionati europei di canoa slalom 2004
I Campionati europei di canoa slalom 2004 sono stati la 5ª edizione della competizione continentale. Si sono svolti a Skopje, in Macedonia, dal 4 e al 6 giugno 2004. Gli atleti hanno preso parte a 8 eventi in totale, ma solo 6 di essi sono stati premiati con medaglie. L'evento a squadre C2 maschile e l'evento a squadre K1 femminile hanno visto la partecipazione di sole 4 squadre, e poiché una gara, deve avere almeno 5 partecipanti per poter essere considerata un evento valevole di medaglia, non vi sono stati premiati.

## Medagliere
| Pos.   | Paese         | Oro | Argento | Bronzo | Totale |
| ------ | ------------- | --- | ------- | ------ | ------ |
| 1      | Rep. Ceca     | 3   | 0       | 2      | 5      |
| 2      | Slovacchia    | 1   | 1       | 1      | 3      |
| 3      | Francia       | 1   | 1       | 0      | 2      |
| 3      | Svizzera      | 1   | 1       | 0      | 2      |
| 5      | Germania      | 0   | 1       | 1      | 2      |
| 6      | Polonia       | 0   | 1       | 0      | 1      |
| 6      | Gran Bretagna | 0   | 1       | 0      | 1      |
| 8      | Italia        | 0   | 0       | 1      | 1      |
| 8      | Slovenia      | 0   | 0       | 1      | 1      |
| Totale | Totale        | 6   | 6       | 6      | 18     |

## Podi

### Uomini
| Evento                                       | Oro | Punti  | Argento                                                                                            | Punti  | Bronzo | Punti  |
| Canoa C-1                                    | Tomáš Indruch                                                                                            | 200,82 | Krzysztof Bieryt                                                                                   | 200,92 | Nico Bettge                                                                                               | 201,43 |
| Canoa C-1 a squadre                          | Rep. Ceca Ondřej Pinkava Jan Mašek Tomáš Indruch                                                         | 226,77 | Slovacchia Alexander Slafkovský Dušan Ovčarík Juraj Minčík                                         | 228,05 | Slovenia Simon Hočevar Dejan Stevanovič Jošt Zakrajšek                                                    | 234,86 |
| Canoa C-2                                    | Rep. Ceca Jaroslav Volf Ondřej Štěpánek                                                                  | 207,34 | Francia Martin Braud Cédric Forgit                                                                 | 210,17 | Slovacchia Ladislav Škantár Peter Škantár                                                                 | 212,37 |
| Canoa C-2 a squadre (medaglie non assegnate) | Rep. Ceca Jaroslav Volf / Ondřej Štěpánek Jaroslav Pospíšil / Jaroslav Pollert Marek Jiras / Tomáš Máder | 246,91 | Slovacchia Ľuboš Šoška / Peter Šoška Ladislav Škantár / Peter Škantár Milan Kubáň / Marián Olejník | 251,52 | Polonia Andrzej Wójs / Sławomir Mordarski Jarosław Miczek / Wojciech Sekuła Marcin Pochwała / Paweł Sarna | 254,45 |
| Kayak K-1                                    | Julien Billaut                                                                                           | 190,34 | Mathias Röthenmund                                                                                 | 191,66 | Daniele Molmenti                                                                                          | 192,16 |
| Kayak K-1 a squadre                          | Svizzera Mathias Röthenmund Thomas Mosimann Michael Kurt                                                 | 218,86 | Gran Bretagna Anthony Brown Campbell Walsh Huw Swetnam                                             | 220,36 | Rep. Ceca Ivan Pišvejc Lukáš Kubričan Tomáš Kobes                                                         | 221,82 |

### Donne
| Evento                                       | Oro                                                        | Punti  | Argento                                                    | Punti  | Bronzo                                                      | Punti  |
| Kayak K-1                                    | Elena Kaliská                                              | 209,40 | Jenny Apel                                                 | 212,70 | Irena Pavelková                                             | 213,76 |
| Kayak K-1 a squadre (medaglie non assegnate) | Rep. Ceca Marie Řihošková Irena Pavelková Marcela Sadilová | 246,58 | Slovacchia Elena Kaliská Gabriela Stacherová Jana Dukátová | 257,48 | Gran Bretagna Laura Blakeman Heather Corrie Kimberley Walsh | 261,04 |